# Cerkiew św. Mikołaja Cudotwórcy w Tomaszowie Mazowieckim
Cerkiew św. Mikołaja Cudotwórcy – została wzniesiona w latach 1899–1901 według projektu Władimira Pokrowskiego, eparchialnego architekta eparchii chełmsko-warszawskiej na głównym placu Tomaszowa Mazowieckiego.

## Historia
W 1887 r. dyrektor tomaszowskiego oddziału Banku Państwowego Rosji (gmach obecnej poczty) – A. A. Merkazin, wystąpił z inicjatywą budowy cerkwi prawosławnej. W ciągu sześciu lat komitet budowy zebrał 11 tys. rubli. Pozostałą kwotę 25 tys. rubli wyasygnował św. Synod Cerkwi prawosławnej.
W dniu 12 lipca 1899 r., w rocznicę koronacji cara Mikołaja II i cesarzowej Aleksandry Fiodorownej, położono kamień węgielny pod budowę świątyni. Natomiast uroczysta konsekracja miała miejsce 7 listopada 1901 z udziałem cara Mikołaja II i jego rodziny. Na początku XX wieku działała przy niej szkoła cerkiewna. Car Mikołaj II po raz drugi brał udział w Świętej Liturgii w cerkwi tomaszowskiej pod koniec 1912. Prawdopodobnie modlił się o zdrowie swego syna Aleksego, chorującego na hemofilię. W 1925 cerkiew rozebrano w ramach akcji rewindykacji cerkwi prawosławnych, a materiały budowlane wykorzystano do wzniesienia ratusza i szkoły podstawowej. Metalowe ogrodzenie przeniesiono na teren otaczający kościół katolicki przy ulicy Spalskiej.
Według analogicznego planu, jak cerkiew w Tomaszowie, wzniesiono w Królestwie Polskim cerkwie w Dołhobyczowie i w Rygałówce.

## Wspólnota prawosławna
Wzniesiona na dzisiejszym placu Kościuszki cerkiew nie była pierwszą prawosławną świątynią w mieście. Pierwotnie prawosławni wierni korzystali z czasowo zorganizowanej w pomieszczeniach na parterze wojskowych koszar przy ulicy Jeziornej (dziś ulica Farbiarska).

### Proboszczowie
- Aleksandr Nienadkowicz, proboszcz garnizonowy 1886–1890
- Aleksandr Szaszkiewicz, proboszcz garnizonowy 1890–1899
- Nikołaj Szingariew, proboszcz w latach 1899–1909
- Roman Miedwiedź, proboszcz w latach 1909–1913
- Stiepan Wołkanowicz, proboszcz w latach 1913–1914

Mimo rozebrania cerkwi w 1925 i niewybudowania nowej, parafia prawosławna w Tomaszowie Mazowieckim istniała nieprzerwanie aż do 1995. Ostatni z żyjących wiernych przenieśli się do Piotrkowa Trybunalskiego i Łodzi.